# Dolichopeza inomatai
Dolichopeza inomatai är en tvåvingeart som beskrevs av Alexander 1933. Dolichopeza inomatai ingår i släktet Dolichopeza och familjen storharkrankar. Inga underarter finns listade i Catalogue of Life.